# Sunset Beach Hotel
「Sunset Beach Hotel」（サンセット・ビーチ・ホテル）は、杏里40枚目のシングル。2001年8月22日発売。発売元は日本クラウン/ドルフィンハーツ。

## 解説
- 日本クラウン/ドルフィンハーツレーベル移籍第1弾シングル。

## 収録曲
作詞：吉元由美　作曲：ANRI
1. Sunset Beach Hotel
  - 編曲：Jochem van der Saag
2. 遠い夏のイマージュ
  - 編曲：小倉泰治
3. Born To Love
  - 編曲：小倉泰治

「天皇杯・皇后杯全日本バレーボール選手権大会」イメージソング[1]
4. Sunset Beach Hotel （Instrumental）

## 関連作品
- My Music